# Kinematografie

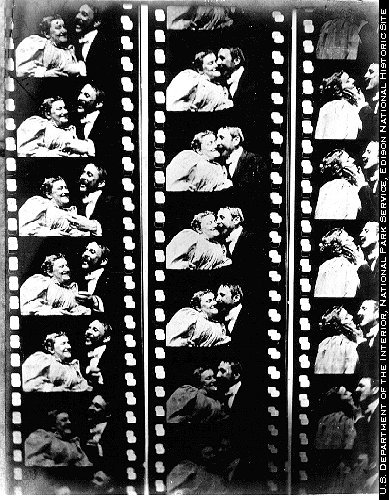
The Kiss (Polibek) z roku 1896

Kinematografie (z řečtiny kinéma – pohyb a grafein – psát/zapisovat/nahrávat) je souhrnné označení pro veškeré činnosti spojené s filmem a filmováním (výroba filmů, výroba filmové techniky, organizace distribuce, prodej).
Používá se i jako označení pro film, nebo označuje záznam rychlých pohybů s vysokým obrazovým kmitočtem (např. výzkum explozivních dějů).
Film je založen na biologické nedokonalosti lidského organismu, zejména pak zraku, ta je způsobena tzv. setrvačností lidského oka. Tato fyziologická nedokonalost pak způsobuje, že rychlé střídání promítaných obrázků za velmi krátký časový úsek se našemu očnímu nervu a následně i mozku jeví jako nepřerušená činnost (obraz se netrhá a je vnímán mozkem jako spojitý pohyb). Tento zajímavý fyziologický jev se dnes využívá nejen v klasické kinematografii, ale i při sledování televize a obrazů vytvářených počítačovými monitory. Ve dnešní době se s kinematografií můžeme setkat nejen v kině, ale ve zjednodušené formě prakticky v jakémkoliv videozáznamu.

## Historie kinematografie

### Eadweard Muybridge
Jakožto úplný počátek historie kinematografie by se dal považovat pokus fotografa Eadweard Muybridge, který vytvořil na zakázku podnikatele Leland Stanforda sérii 12 fotografií běžícího koně. Tento výtvor byl z počátku provázen komplikacemi, protože neexistoval fotoaparát s dostatečně rychlou závěrkou na to, aby koně zvládl zachytit. Proto musel Eadweard Muybridge vytvořit nový fotoaparát s rychlejší závěrkou, přičemž 12 z těchto fotoaparátů umístil do řady za sebe a ke každému z nich připojil kovový drát, který při kontaktu s kovem aktivoval spoušť a vyfotil fotografii. Poté byl za koně připojen vozík s kovovými koly, který vždy jeden z fotoaparátů aktivoval. Těchto dvanáct fotografií přilepil na zoopraxiskop a tím prakticky vytvořil první hraný film. 

### Auguste a Louis Lumièrové
Za jedny z nejznámějších vynálezců v prvopočátcích historie kinematografie jsou považováni bratři Auguste a Louis Lumièrové. Tito bratři vynalezli tzv. kinematograf, díky kterému uskutečnili první veřejné promítání v Paříži (v hotelové kavárně Grand Café). Zde promítali krátké filmy jako třeba Dělníci odcházející z Lumièrovy továrny (který měl 35 s) nebo Příjezd vlaku (který měl 54 s), při němž lidé uskakovali ze sedaček, protože se báli, že je vlak přejede.

### Thomas Alva Edison
Další velkou osobností v dějinách kinematografie byl Thomas Alva Edison, ten přispěl převážně svým vynálezem 35 mm filmového pásku, který se stal standardem jak v kinematografii, tak i fotografii. Zároveň také krátké filmy, příkladem je například film o délce jen pár sekund zvaný Box koček, u kterého již z názvu vyplývá, že se jedná o box koček. Edison zároveň vynalezl žárovku, která se používá také ve svícení při natáčení filmů.

## Zvukový film

### Alan Crosland
Alan Crosland byl prvním člověkem, který natočil vysloveně zvukový film. Do této doby byly filmy pouze němé, přičemž se k nim hrála živá hudba, ale Alan Crosland přidal na filmový pásek linku, která zaznamenávala Zvuk. Díky tomuto se ve filmech mohly začít objevovat i rozhovory a jiné zvuky. Prvním filmem, který měl zvuk byl film Jazz Singer z roku 1927. Díky tomuto vynálezu se začala používat Filmová klapka, která slouží ke sjednocení zvuku a obrazu.

## Barevný film

### 1. Dobarvování snímků
Dobarvování snímků je jak už z názvu vyplývá, metoda barevného filmu, při které se snímky ručně a jednotlivě dobarvují. Tato metoda nebyla zas tak spolehlivá, protože svého času se často stávalo, že konkrétní odstín barvy. Zároveň byla tato metoda velmi časově náročná a tvorba takového filmu trvala dlouhou dobu. Příkladem této techniky je film "Cesta na měsíc" z roku 1902.

### 2. Kinemacolor
Tento způsob funguje na principu rychlého střídání zeleného a červeného filtru nejprve před kamerou a poté i před promítacím zařízením. Tímto způsobem vytvoříme barevný film, který nám zabere mnohem méně času a práce. Nevýhodou je ale, že tato metoda zcela postrádá modrou barvu a tím pádem to nevypadá tak dobře. Příkladem této metody je film "The Alps" z roku 1913.

### 3. Technicolor
Technicolor je metoda barevného filmu, při které se současně natáčí na tři filmy v červené, zelené a modré barvy. Tyto filmové pásky jsou následně spojeny k sobě, čímž vzniká barevný film. Tato metoda vypadala velmi dobře, jediným problémem bylo to, že se pásky mohly při promítání rozpojit a tím rozbít promítací zařízení. Příkladem metody technicolor je film "Čaroděj ze země Oz" z roku 1939.

### 4. Eastmancolor
Eastmancolor je způsob barevného filmu, kdy se natáčí na jeden barevný film. Tento proces je ze všech nejvíce spolehlivý a byl využíván až do konce éry filmu. Někteří nadšenci tuto metodu využívají stále do dneška. Asi nejznámějším příkladem této metody je film "Jurský park" z roku 1993.

## Digitální film
Digitální film je to co známe a převážně používáme dnes. Je to forma filmu, při které je snímek zaznamenáván na digitální úložiště. Tento způsob má výhodu v tom, že záznam může být v postprodukci jakýmkoliv způsobem editován a pozměněn. Prvním digitálním filmem byl film "Rainbow" z roku 1996. Tento film byl točen na SONY 1. Solid state electronic cinematography. V dnešní době je mnoho kamer natáčejících na digitální film, z profesionálního hlediska jsou to například ARRI Alexa 35, RED Komodo, SONY Venice a opravdu velké množství dalších.